# Agapetes leucocarpa
Agapetes leucocarpa är en ljungväxtart som beskrevs av S.H. Huang. Agapetes leucocarpa ingår i släktet Agapetes och familjen ljungväxter. Inga underarter finns listade i Catalogue of Life.